# Nisyros

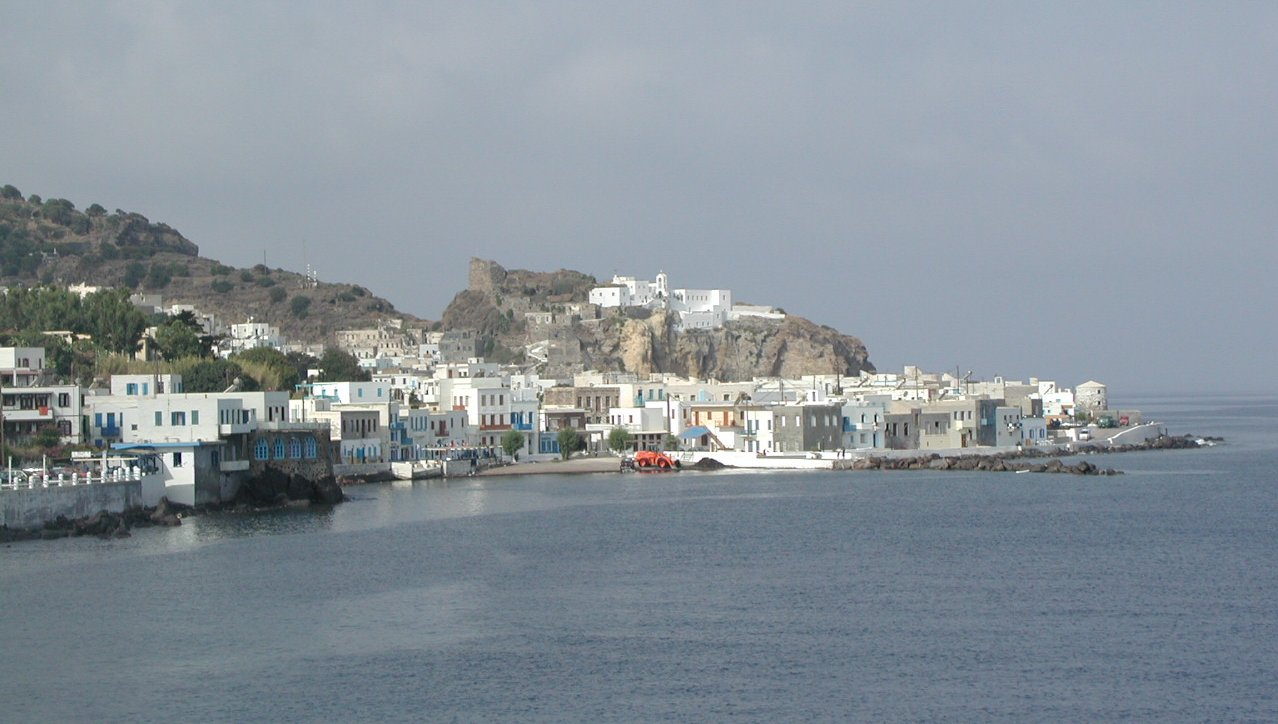
Mandraki

Nisyros (Grieks: Νισυρος) is een klein eiland en gemeente (dimos), gelegen ten zuiden van het eiland Kos in het oosten van de Egeïsche Zee in de Griekse bestuurlijke regio (periferia) Zuid-Egeïsche Eilanden. Het is 41 km² groot en heeft zo'n 1000 inwoners. Nisyros maakt deel uit van de eilandengroep Dodekanesos.
Het eiland bevat vier plaatsen: Mandraki, Pali, Emborios en Nikia. Daarnaast behoort ook het eiland Gyali tot de gemeente Nisyros.
De voornaamste bezienswaardigheid van het eiland is een grote krater van een slapende vulkaan: Nisyros (vulkaan). Beneden in de krater bevinden zich kleine gaten (afmeting enkele tot enkele tientallen centimeters) waaruit nog steeds een zwavelachtige rook opstijgt.
Er varen regelmatig boten naar Kos, de tocht duurt ongeveer 2 uur naar Kos stad, en een klein uur naar Kardamena of Kamari.

## Foto's

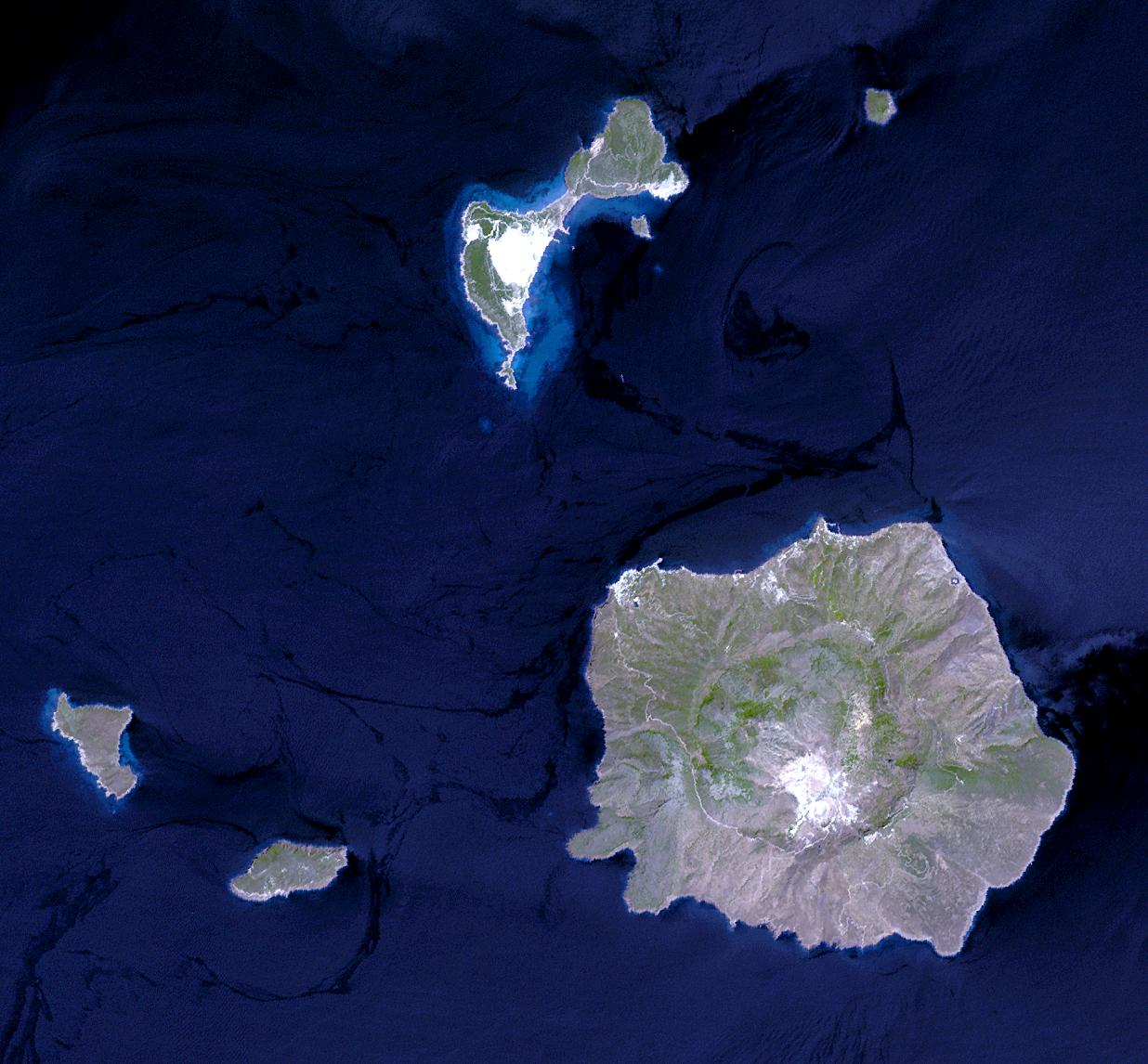
Satellietbeeld van Nisyros
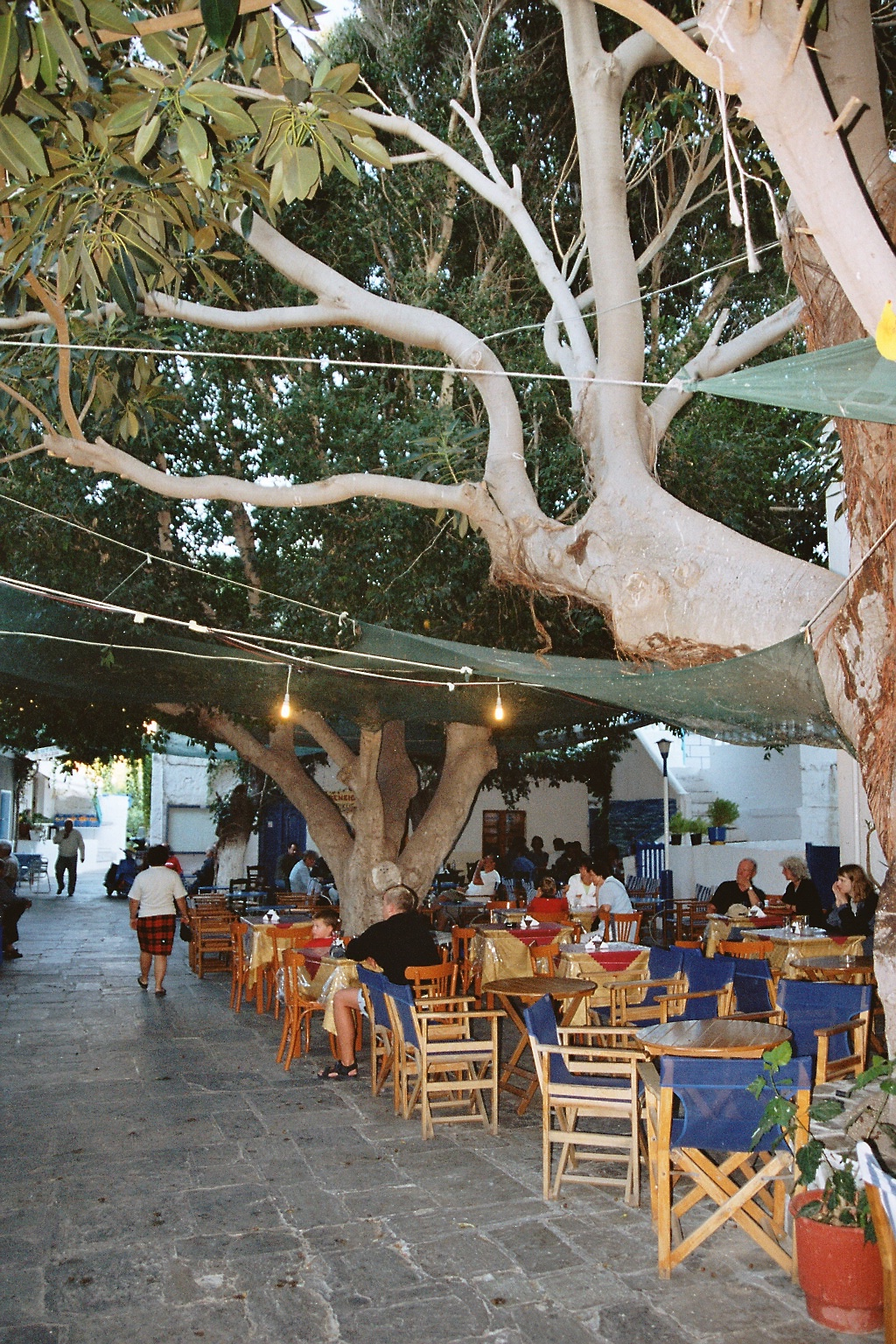
Mandraki
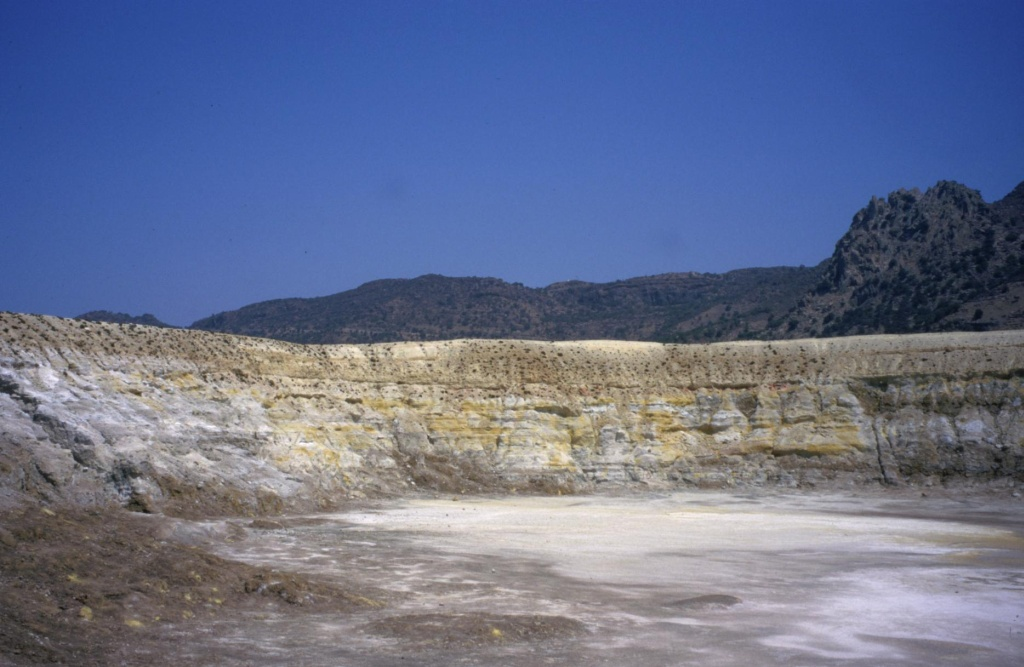
Stefanoskrater
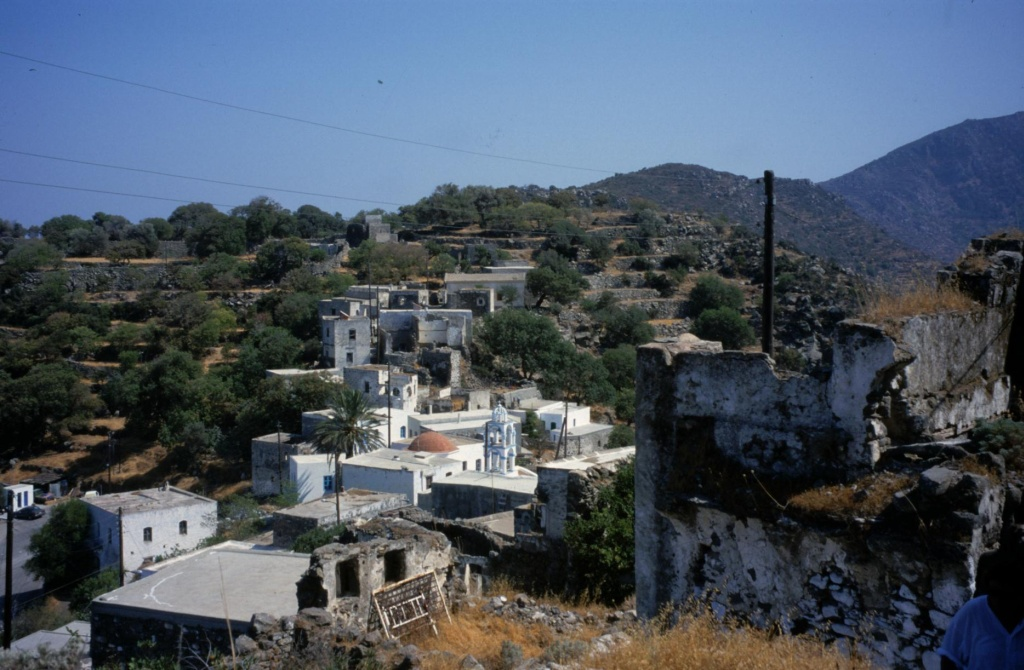
Emborio
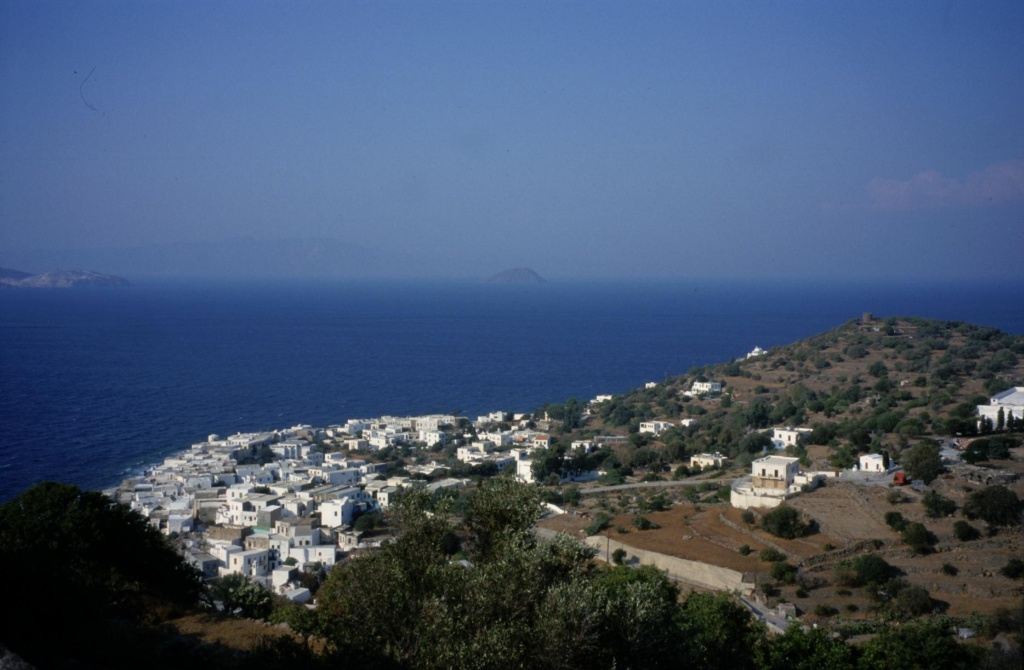
Mandraki
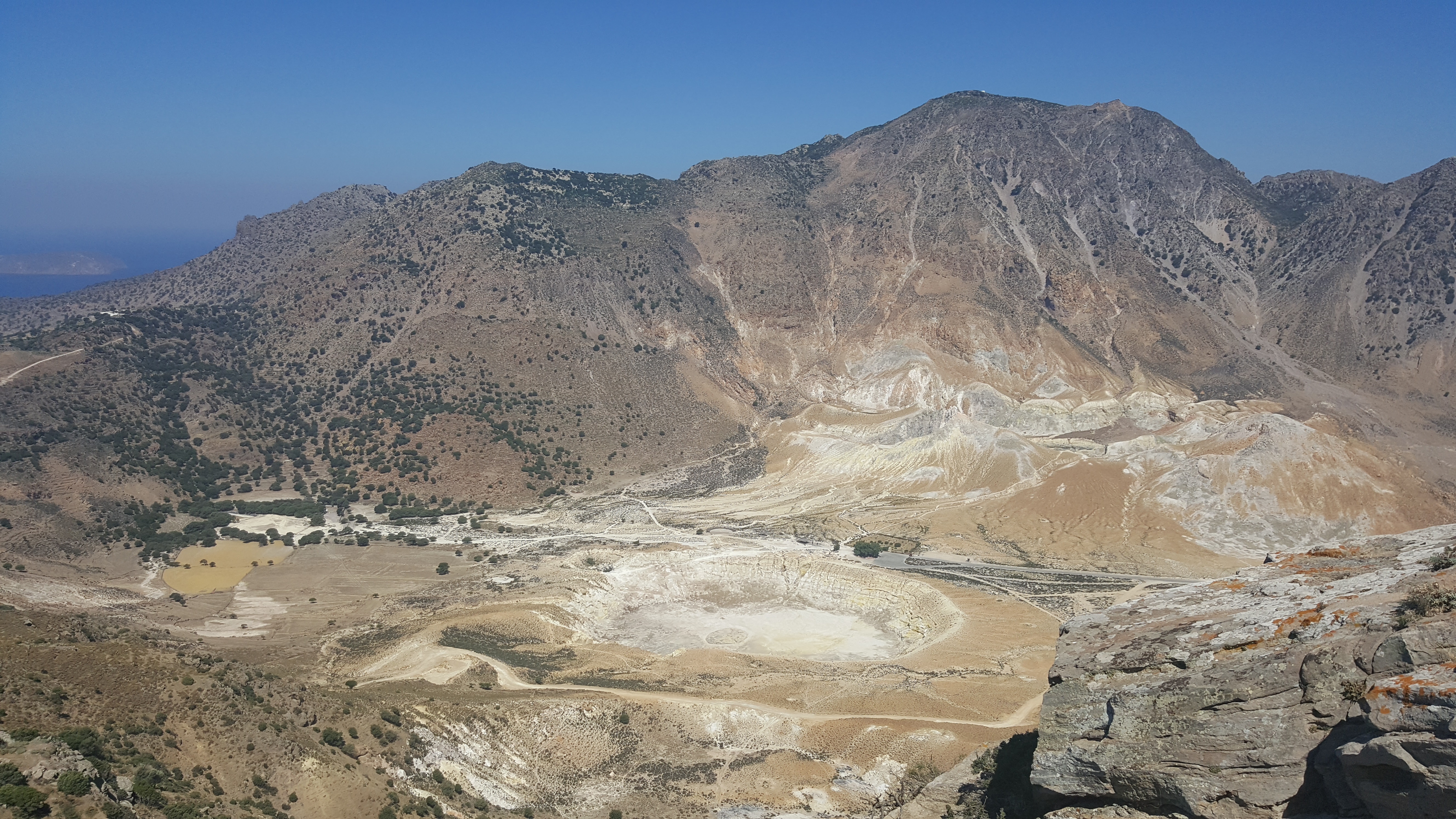
Stafanoskrater
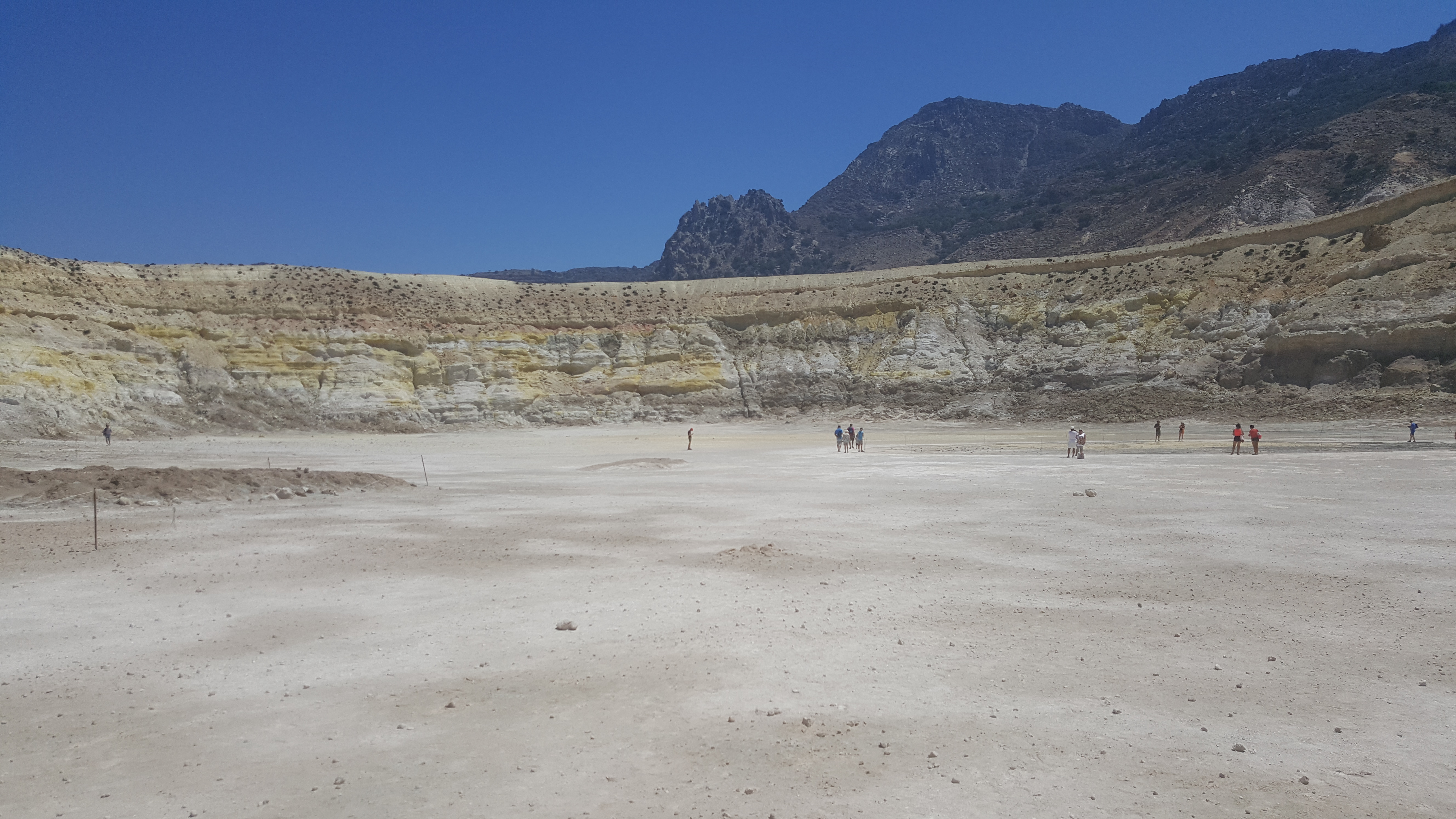
Stefanoskrater
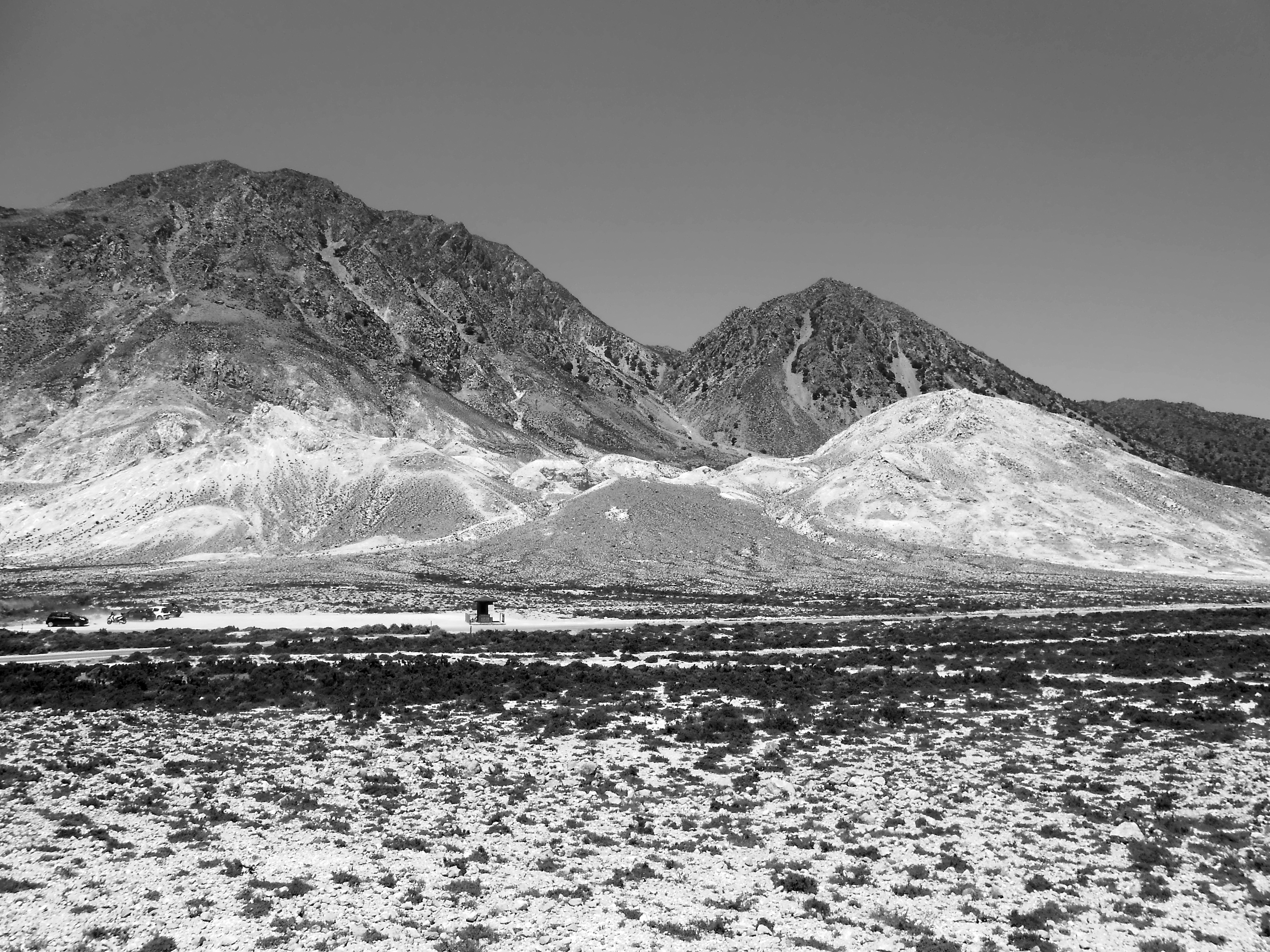
Nisyros
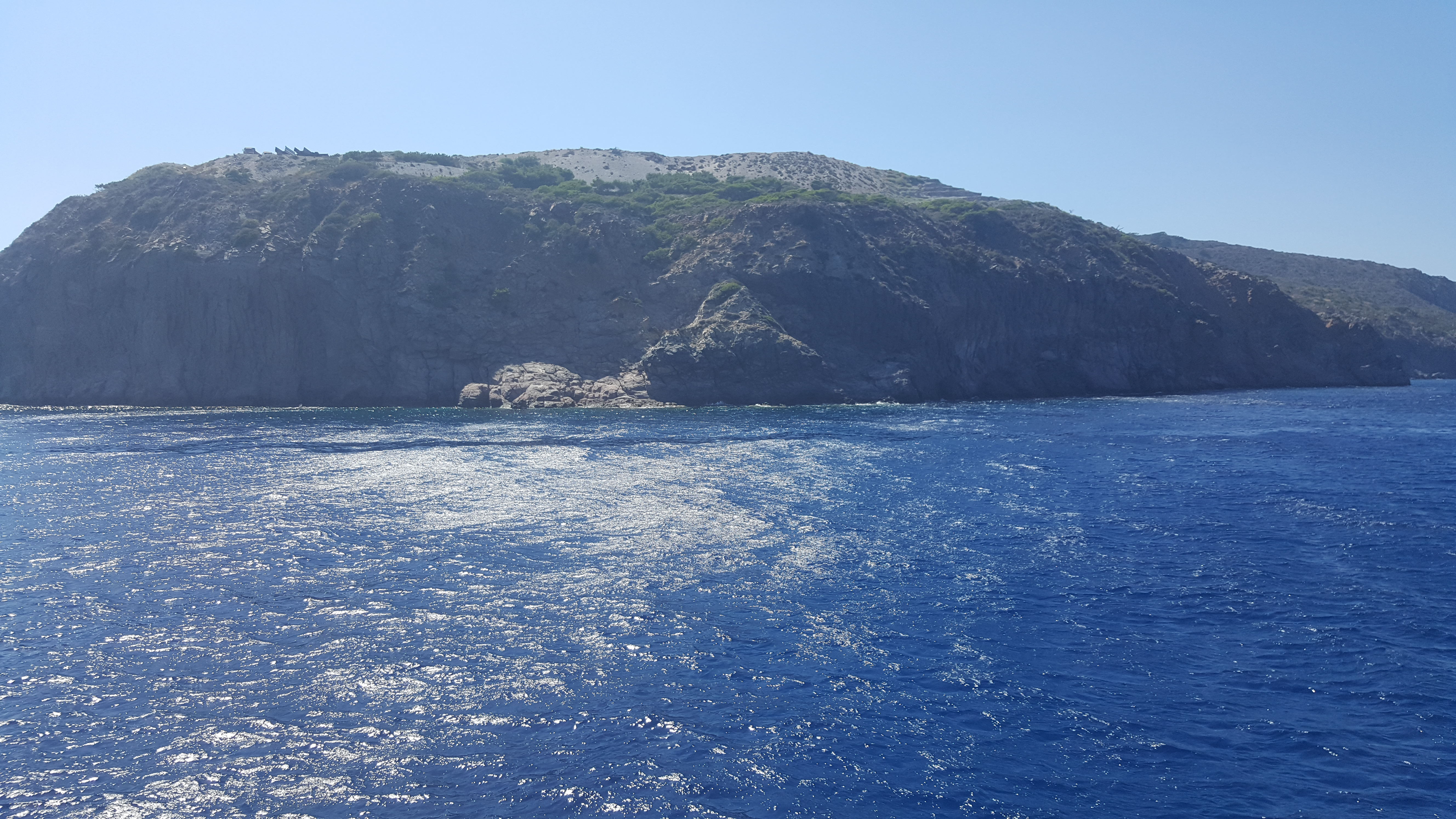
Nisyros vanaf de zee